# Giez, Vaud
Giez är en ort och kommun i distriktet Jura-Nord vaudois i kantonen Vaud, Schweiz. Kommunen har 458 invånare (2023).